# Frank Hodges (cầu thủ bóng đá)
Frank Charles Hodges (26 tháng 1 năm 1891 – 5 tháng 6 năm 1985) là một cầu thủ bóng đá người Anh. Ông thường thi đấu ở vị trí tiền đạo. Ông sinh ra ở Nechells, Birmingham. Ông thi đấu League football cho Birmingham, Manchester United, Wigan Borough và Crewe Alexandra, và thi đấu trong thời chiến cho St Mirren.